# بای تمور
بای تمور (به لاتین: Bay Temor) یک منطقهٔ مسکونی در افغانستان است که در ولایت بلخ واقع شده‌است.